# Sofiaparken

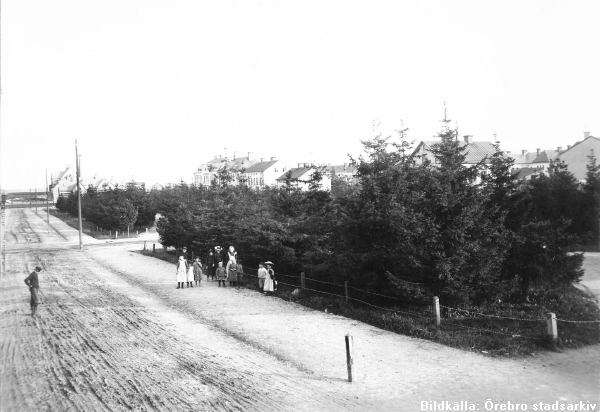
Sofiaparken år 1903. Bilden tagen österut vid Norra Sofiagatan, fortsättningen på dagens Ribbingsgatan.

Sofiaparken är en park på Norr i Örebro. Parken ligger mellan Slottsgatan och Skolgatan, öster om Olaus Petrikyrkan. Parken har fått sitt namn av drottning Sofia, maka till kung Oscar II .
Sofiaparken torde ha tillkommit i samband med 1884 års stadsplan för Norr och Söder. Då anlades Sofiagatan. På 1888 års karta över Örebro finns Sofiaparken utmärkt .